# Jurkiszki

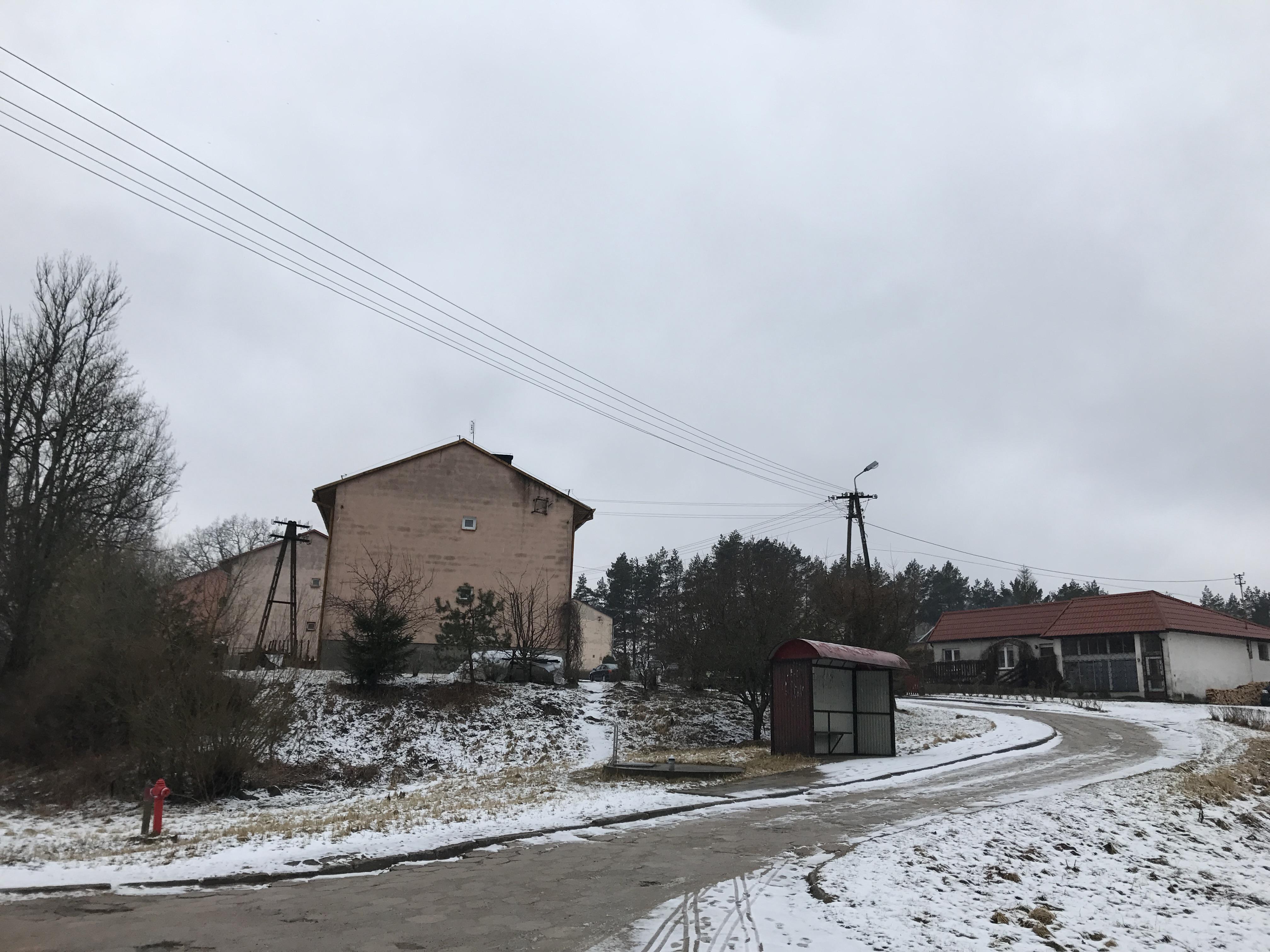
Zicht op Jurkiszki

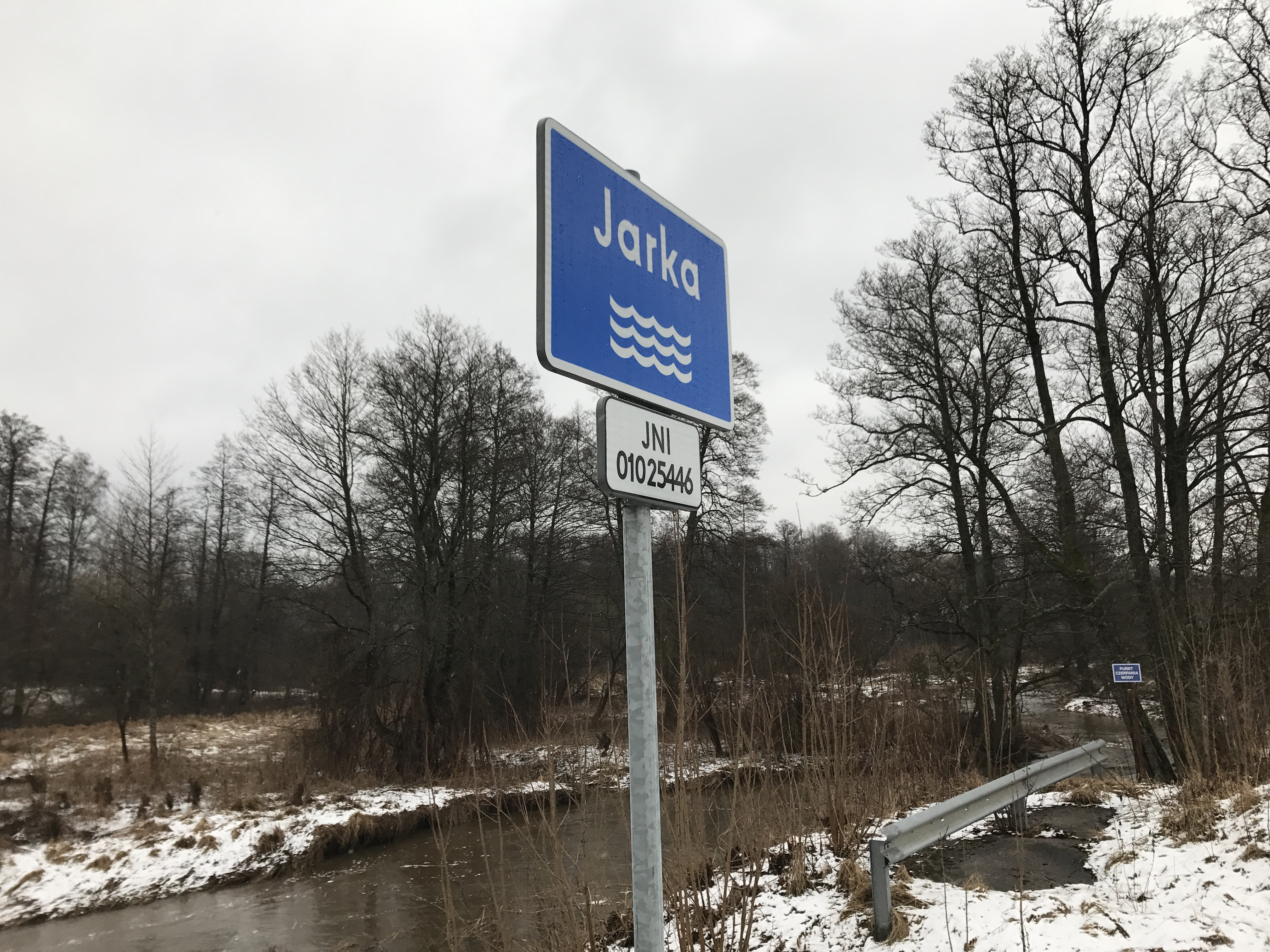
Rivier de Jarka

Jurkiszki (Duits: Jörkischken; 1938-1945: Jarkental) is een plaats in het Poolse woiwodschap Ermland-Mazurië, gelegen in de powiat gołdapski. De plaats maakt deel uit van de gmina Gołdap en telt 120 inwoners. Ze ligt aan het riviertje de Jarka.

## Sport en recreatie
Door deze plaats loopt de Europese wandelroute E11. De E11 loopt van Den Haag naar het oosten, naar de grens Polen/Litouwen. Ter plaatse komt de route van het zuidwesten van Gołdap en vervolgt in noordoostelijke richting Czarnowo Wielkie en langs de grens met de Russische exclave Kaliningrad.